# Leinakanal
Der Leinakanal ist ein mittelalterliches künstliches Fließgewässer, das zur Versorgung der wasserarmen Stadt Gotha angelegt wurde. Das technische Denkmal befördert noch heute Wasser aus dem Thüringer Wald über knapp 30 km nach Gotha.

## Verlauf

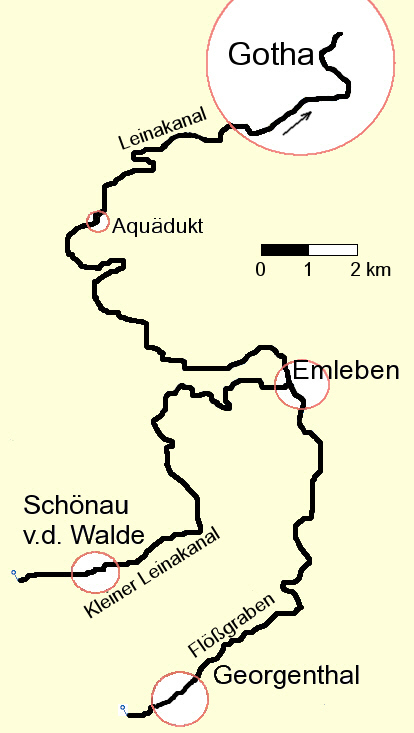
Verlauf des Leinakanalsystems

Der Leinakanal entsteht durch eine künstliche Bifurkation des Hörsel-Oberlaufes Leina bei Schönau vor dem Walde und erhält daher seinen Namen. Der Abschlag der Kleinen Leina befindet sich oberhalb der Ortslage rd. 100 m nördlich des Schwimmbades. Über Emleben gelangt das Wasser nach Gotha. Dort fließt er nördlich der Gartenstraße und östlich der Remstädter Straße nach 29,5 Kilometern mit dem Wiegwasser zusammen, von wo aus ein 1,4 km langer, kanalisierter und westlich paralleler Verbindungsarm zum Wilden Graben führt, der im Norden der Stadt erreicht wird.
Rund drei Jahrhunderte nach der Anlage des Leinakanals wurde der Floß- oder Flößgraben gebaut. Er zweigt – ebenfalls als Bifurkation – oberhalb von Georgenthal von der Apfelstädt ab. Da die Apfelstädt hier geteilt wird, heißt dieses wassertechnische Bauwerk Teiler. In Emleben verstärkt das Wasser des insgesamt 11,0 Kilometer langen Flößgrabens ganz erheblich den von Schönau kommenden, bis hierhin 11,4 Kilometer langen Leinakanal. Der obere Teil des Leinakanals von Schönau v. d. Walde bis Emleben wird seitdem Kleiner Leinakanal genannt.

## Bedeutung

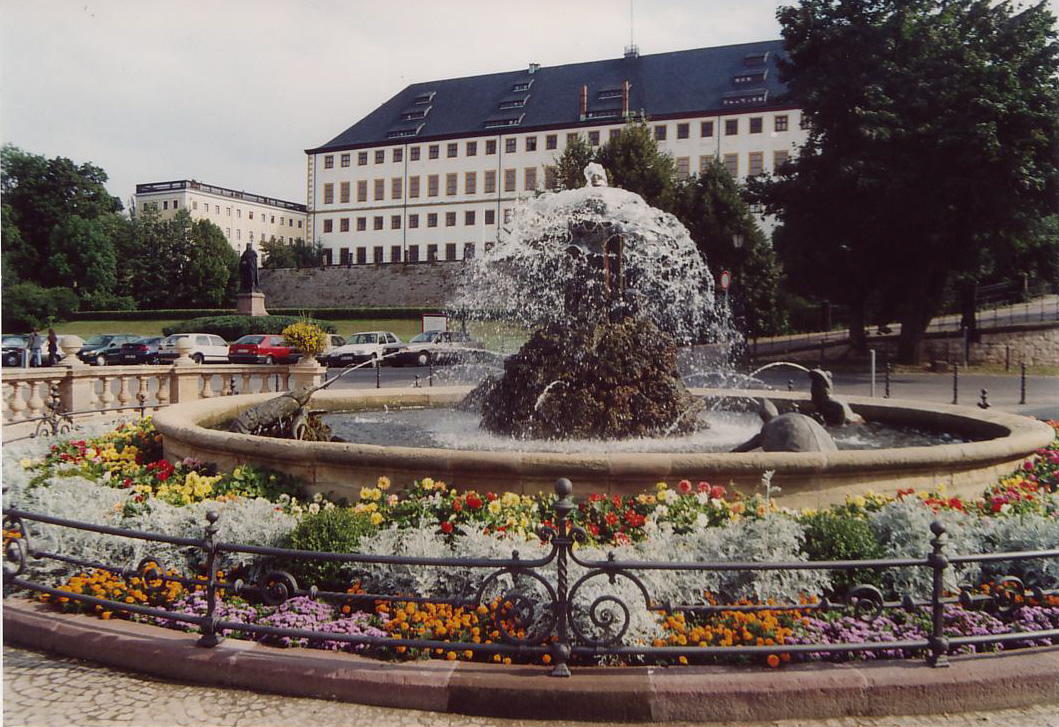
Noch heute speist der Leinakanal die Gothaer Wasserkunst

Die Stadt Gotha deckte ihren Wasserbedarf ursprünglich aus Brunnen. Mit wachsender Einwohnerzahl wurde dies jedoch immer schwieriger. Zahlreiche Brände machten eine ausreichende Wasserversorgung immer dringender. Der Kanal hatte grundlegende Bedeutung für die Entwicklung von Gotha. Er diente über Jahrhunderte der Bereitstellung von Trink-, Brauch- und Löschwasser sowie als Antriebskraft für Mühlen. Mit der Verstärkung durch den Flößgraben wurde er auch zum Transportweg für Holz. Im gesamten 18. Jahrhundert und der ersten Hälfte des 19. Jahrhunderts wurde sein Wasser auch für den Betrieb der Springbrunnen am Gothaer Schloss Friedrichsthal und in der Orangerie genutzt. Beide Anlagen liegen direkt unterhalb des Leinakanals im Schlosspark der Residenzstadt.
Durch den Bau von Talsperren ging die Bedeutung des Leinakanals stark zurück, erlosch aber bis in die Gegenwart nicht gänzlich. Noch heute füllt sein Wasser die Gothaer Parkteiche und die Wasserkunst auf dem Gothaer Hauptmarkt.
1978 wurde der Leinakanal in die Liste der technischen Denkmale aufgenommen und wird heute als Kulturdenkmal in der Denkmalliste geführt. Das 1991 geschaffene Wappen des Landkreises Gotha enthält – in der Form einer silbernen Wellenlinie – ein stilisiertes Abbild des Leinakanals.

## Zahlenangaben
Um die technische Meisterleistung mittelalterlicher Vermessungskunst deutlich werden zu lassen, wird der Leinakanal von seinem Beginn bis zur ehemaligen Münze im Schlosspark von Gotha betrachtet. Von hier aus hat er (historisch gesehen) Schloss Friedenstein und Gotha durch ein verzweigtes System von Leitungen und Gräben mit Wasser versorgt. Das Gefälle in dem letzten Teil des Leinakanals passte sich den natürlichen Gegebenheiten der stark abfallenden Gothaer Altstadt an.
Zwischen den beiden Betrachtungspunkten (Beginn und Münze) misst der Kanal, der sich an den Höhenlinien orientiert, 28,6 km (Luftlinie knapp 12 km). Das Verhältnis zwischen Verlauf des Kanals und der Luftlinie beträgt 1:2,38.
Die Höhenverhältnisse verdienen besondere Beachtung, da sie wesentliche Anhaltspunkte für die technische Meisterleistung liefern. Der Leinakanal beginnt bei 381 m ü. NN. Die ehemalige Münze liegt bei 314 m ü. NN. Der Höhenunterschied von 66,7 m auf die Länge von 28,6 km ergibt ein durchschnittliches Gefälle von rund 2,3 ‰ (Promille). Bedenkt man, dass der Bau der oberschlächtigen Mühlen bereits von Beginn an vorgesehen war, verringert sich das tatsächliche Gefälle zwischen den Mühlen noch weiter.
Betrachtet man den Flößgraben unter gleichen Gesichtspunkten zwischen seinem Beginn am Georgenthaler Teiler (392 m ü. NN) und dem Zusammenfluss mit dem Kleinen Leinakanal in Emleben (339 m ü. NN), dann ergibt sich ein Höhenunterschied von 53 m und auf 11,0 km Länge ein Gefälle von 4,8 ‰. Das ist das größte Gefälle im gesamten Leinakanalsystem.

## Geschichte des Leinakanals

### Chronologie
- 1369 Bau des Leinakanals von Schönau vor dem Walde nach Gotha  zur Wasserversorgung Gothas durch Werkmeister Conradus unter Landgraf Balthasar von Thüringen
- 1647–1653 Bau des Flößgrabens von Georgenthal nach Emleben unter Herzog Ernst dem Frommen zur Erhöhung der Wasserzufuhr des Leinakanals (Entnahme von 1/8 des Apfelstädtwassers)
- 1668 Erste Instruktion für die Wasservögte am Leinakanalsystem
- 1697/98 Ausbau des Flößgrabens unter Herzog Friedrich II. zum Flößen von Scheit- und Brennholz aus dem Thüringer Wald nach Gotha (Entnahme von 1/4 des Apfelstädtwassers)
- 1733 Erlaß eines Floßpatentes unter Herzog Friedrich III. zur Förderung der Holzflößerei und zum Schutz der Flößbediensteten
- 1830 Errichtung eines Holzhofes an der Reinhardsbrunner Straße in Gotha
- 1845 Bau des Aquäduktes zwischen Sundhausen und Leina über die Bahnstrecke Halle–Bebra
- 1895 Abriss der Gothaer Bergmühle am oberen Hauptmarkt und Bau der Wasserkunst (Pumpanlage) und Wasserspiele in Gotha am Schloßberg nach Plänen von Hugo Mairich
- 1910 Bau der Blockstelle bzw. des Bahnhofes „Leinacanal“ am Aquädukt
- 1978 Aufnahme des Kanals in die "Liste der technischen Denkmale der DDR"
- seit 1990 Sanierungsmaßnahmen an Abschnitten des Leinakanals
- 1991 Aufnahme des Leinakanals in das Wappen des Landkreises Gotha
- 1994 im Rahmen der Neutrassierung der Bahnstrecke Bau eines Dükers, durch den nun der Leinakanal die Bahnstrecke unterquert
- 1995 Rekonstruktion der Gothaer Wasserkunst (Pumpanlage und Wasserspiele) zum 100. Jahrestag ihrer Errichtung 1895
- 1997 Gründung des Arbeitskreises Leinakanal beim Urania K.B.V. Gotha
- 2006 Gründung des Leinakanal e. V.
- 2011 Gründung des Gewässerunterhaltungsverbandes "Flößgraben/Leinakanal" (GUV)

Im Jahr 2019 wird das 650. Jubiläum des Baues des Leinakanales gefeiert.

### Bau des Kanals und des Flößgrabens

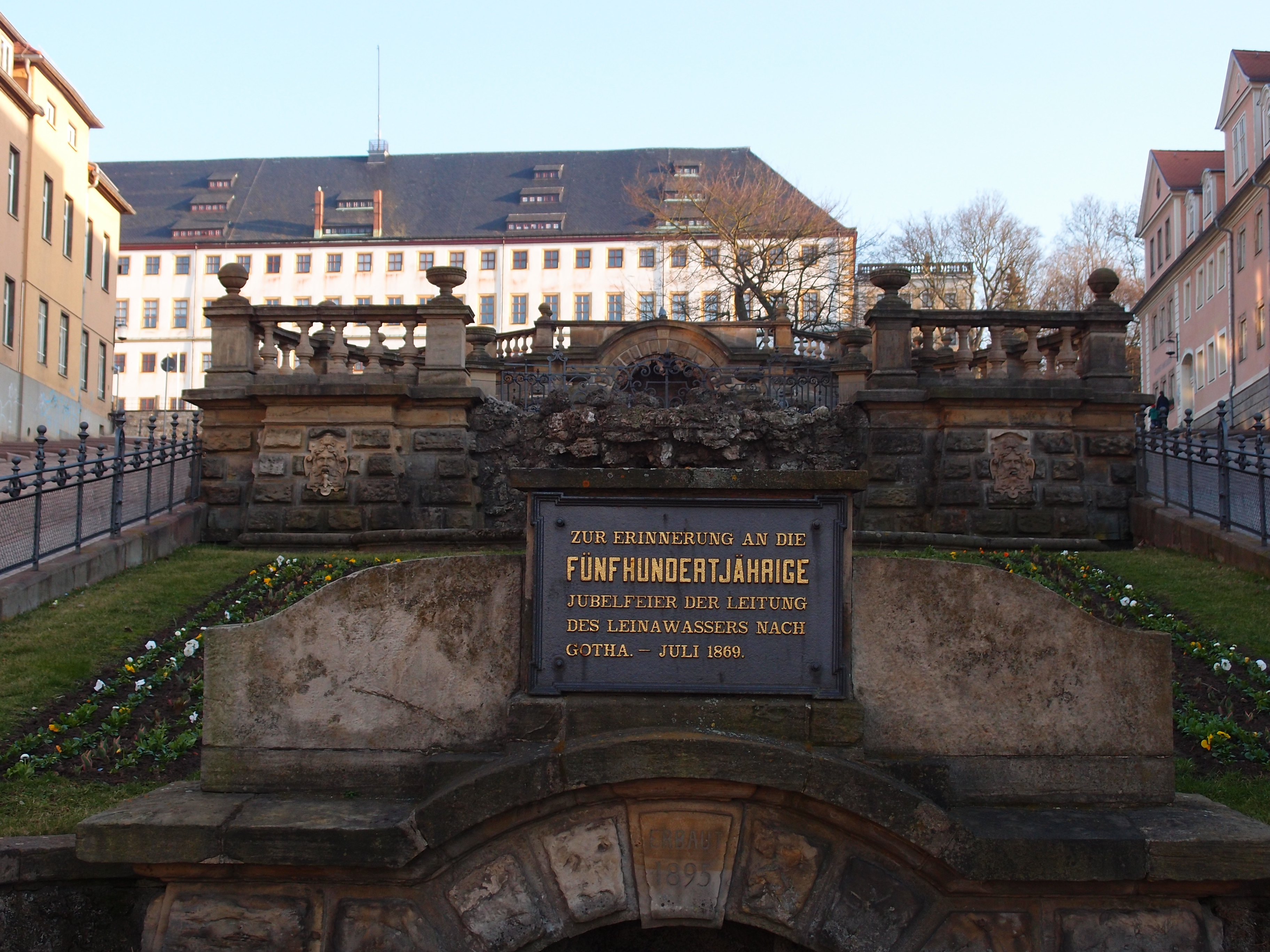
Leinawasser-Gedenktafel in Gotha.

Der Leinakanal wurde unter dem Thüringer Landgrafen Balthasar, der zum Geschlecht der Wettiner gehört, von seinem Werkmeister Conradus erbaut. Balthasar regierte von 1349 bis 1406. Dokumente zur Entstehung des Leinakanals existieren nicht. Es ist davon auszugehen, dass Pläne für die Überwindung des existenzbedrohenden Wassermangels Gothas im Verlaufe der ersten Hälfte des 14. Jahrhunderts entstanden. Wasser war im nahegelegenen Thüringer Wald reichlich vorhanden. Bereits vor Friedrich Myconius (1490–1546; Reformator; enger Vertrauter Martin Luthers; 1. Superintendent der Stadt Gotha) wurde die Meinung laut, dass Balthasar  einen Mönch den wasserführenden Graben mit einem Pflug ziehen ließ. Bis heute hat sich diese Überlieferung in Form der Sage vom Kunstfertigen Mönch erhalten. Heute gewinnt die Auffassung Gewicht, dass der Bau des Leinakanals langfristig geplant wurde, dass den Erbauern um den Werkmeister Conradus sehr genaue Vermessungsgeräte und -methoden zur Verfügung standen und dass der Bau durch Fronarbeit in großem Umfang erfolgte.
Der Bau des Leinakanals wurde 1369 abgeschlossen. Der Zeitpunkt des Beginns der Bauarbeiten ist spekulativ. Vergleicht man sie mit der Bauzeit des Flößgrabens, die sechs  Jahre betrug, so könnte man zur Schlussfolgerung kommen, dass die Bauzeit des Leinakanals einen ähnlichen Zeitraum oder noch länger umfasste. Andererseits lassen Vergleiche mit dem Bau römischer Wasserleitungen  ähnlichen Umfangs die Schlussfolgerung zu, dass viel kürzere Bauzeiten möglich erscheinen. Der Verlauf des Leinakanals ist über die Jahrhunderte weitgehend unverändert und bis heute erhalten. Sein Wasser wirkte sich positiv  auf die Entwicklung der Wirtschaft Gothas aus. Solche Gewerke, wie die Gerber und die Bierbrauer konnten sich erst seit dieser Zeit entfalten. Mahl-, Schneide- und Schleifmühlen nutzten die Wasserkraft des Kanals als Antrieb. Mit dem Leinakanal war es möglich, Mühlen auch innerhalb der Befestigungsanlagen Gothas zu betreiben. Bereits 1378 wurde die Bergmühle auf dem Gothaer Hauptmarkt in historischen Dokumenten erwähnt.
Das Wasser des Kanals diente zunächst auch als Trinkwasser. Jedoch im 16. Jahrhundert legte die Stadtverordnung fest, dass Unrat in den Leinakanal geschüttet werden durfte. Die Ordnung erlaubte: „Aschen und useln inn die Lyna zu schutten sol niemandt vorbotten sein, doch das er dieselbige zurhure, damit sie hinwegk fliesen...“. Trinkwasser mussten die Gothaer folglich aus Tief- und Laufbrunnen entnehmen.

### Entstehung des Leinakanalsystems

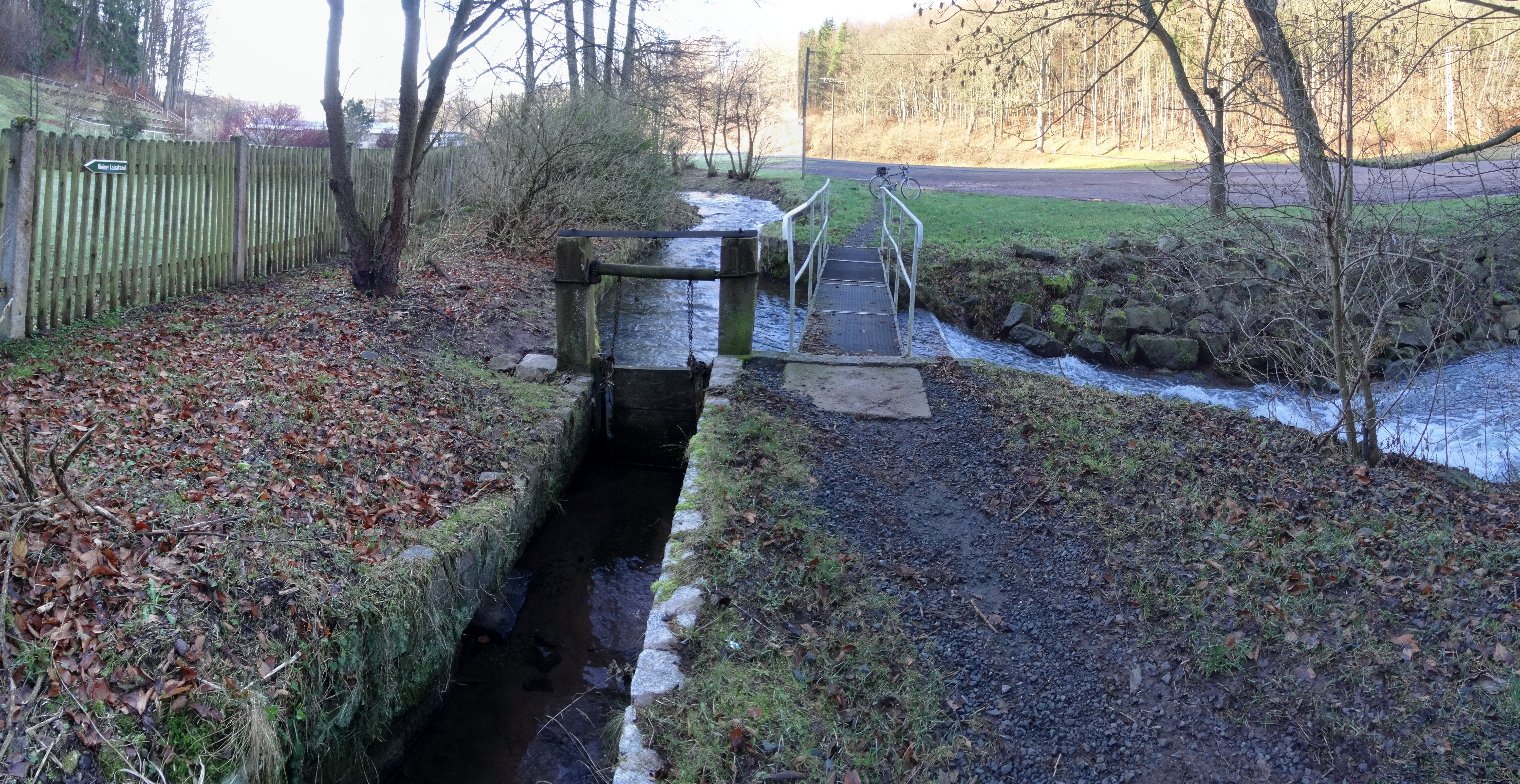
Leina-Trennung bei Schönau v.d.W.

Die Versorgung Gothas mit Nutzwasser über den Leinakanal erfolgte unverändert zirka drei Jahrhunderte. Der steigende Bedarf einerseits und der karstige Untergrund im Kanalabschnitt Schönau andererseits verschlechterten die Lage jedoch wesentlich. Durch Versickern des Wassers konnten in manchem heißen Sommer die Mühlen nicht betrieben werden. Aus diesem Grunde veranlasste Herzog Ernst I. von Sachsen-Gotha und Altenburg, genannt der Fromme, den Bau des Flößgrabens von Georgenthal bis Emleben, der von 1647 bis 1653 gebaut wurde. Die Pläne für diesen Bau lieferte der Forstmeister David Schmidt. Mit dem höheren Wasserstand konnten kurze Baumstücke aus dem Thüringer Wald nach Gotha geflößt (besser: geschwemmt) werden.
Seit der Inbetriebnahme des Flößgrabens sprechen wir vom Leinakanalsystem (umgangssprachlich nach wie vor kurz: Leinakanal). Umgangssprachlich ist auch bemerkenswert, dass noch heute zu einigen Abschnitten des Leinakanals 'Leina' oder 'Lyn' gesagt wird. Sogar auf Karten kann man solch unkorrekte Bezeichnungen finden. Der Abschnitt des Leinakanals von seinem Abschlag von der Leina bis zum Zufluss des Flößgrabens wird seitdem Kleiner Leinakanal genannt. Erst unterhalb der Aufnahme des Flößgrabens heißt er unverändert Leinakanal. Bei sachlicher Bewertung der nicht ganz einheitlichen Namensgebungen kommt man aus heutiger Sicht zu dem Schluss, dass das Leinakanalsystem (1.) aus dem Kleinen Leinakanal, der seinen Anfang am Abschlag von der Leina bei Schönau vor dem Walde nimmt, (2.) aus dem Flößgraben, der am Georgenthaler Teiler von der Apfelstädt abgezweigt wird, und (3.) aus dem Leinakanal von Emleben bis zum Einmünden ins Gothaer Wiegwasser (Ende des Leinakanals) besteht.
Da das Wasser der Leina der Weser und das der Apfelstädt der Elbe zufließt, überwindet der Flößgraben gleichzeitig eine Wasserscheide. 1697/98 wurde der Flößgraben unter Herzog Friedrich II. von Sachsen-Gotha-Altenburg ausgebaut, um besser Scheit- und Brennholz aus dem Thüringer Wald nach Gotha transportieren zu können. Im Jahre 1709/10 ließ Herzog Friedrich II. sogar die Hälfte des Wassers der Apfelstädt in den Flößgraben leiten. Das Zeitalter des Barock (etwa 1600 bis 1750), das sich von Italien ausgehend über ganz Europa verbreitete, erreichte auch die Gothaer Fürsten. Die Vorliebe barocker Fürsten für künstliche Gewässer und Wasserspiele widerspiegelte sich in Gotha u. a. im Bau einer Wasserkunst. Das war ein hölzernes Pumpwerk, das Wasser bis auf Schloss Friedenstein befördern konnte. Im Laufe der Jahre entstand ein verzweigtes System von Röhrenleitungen, das herzogliche Anlagen, Gebäude, Wohnungen und Teiche sowie Brunnen versorgte. Danach floss das Wasser zum Teil in den Leinakanal zurück, um schließlich auch die Stadt zu erreichen und sich in den wichtigsten Gassen zu verteilen.
Während der Zeit des Dreißigjährigen Krieges war die östliche Stadthälfte 1632 und 1646 eingeäschert worden. Das zusätzliche Wasser des Flößgrabens verhinderte allerdings auch nicht, dass Gotha 1665 abermals eingeäschert wurde. Diese Katastrophe traf die Stadt nämlich während der Leinafege (regelmäßige Reinigung des gesamten Kanals, während der die Wehre geschlossen blieben und das Wasser über Abschlaggräben abgeleitet wurde).
Mit dem Bau des Gothaer Schlosses Friedrichsthal in den Jahren 1708 bis 1711, der Anlage eines zugehörigen großen barocken Schlossgartens sowie des sogenannten Ordonnanzgartens (des Vorgängers der heutigen Orangerie) östlich unterhalb der Festungsanlagen des Schlosses Friedenstein wurden Abschlaggräben angelegt, welche in den nachfolgenden rund 150 Jahren die ausgedehnten Gartenanlagen sowie deren Springbrunnen mit Wasser versorgten.

### Bau des Aquädukts

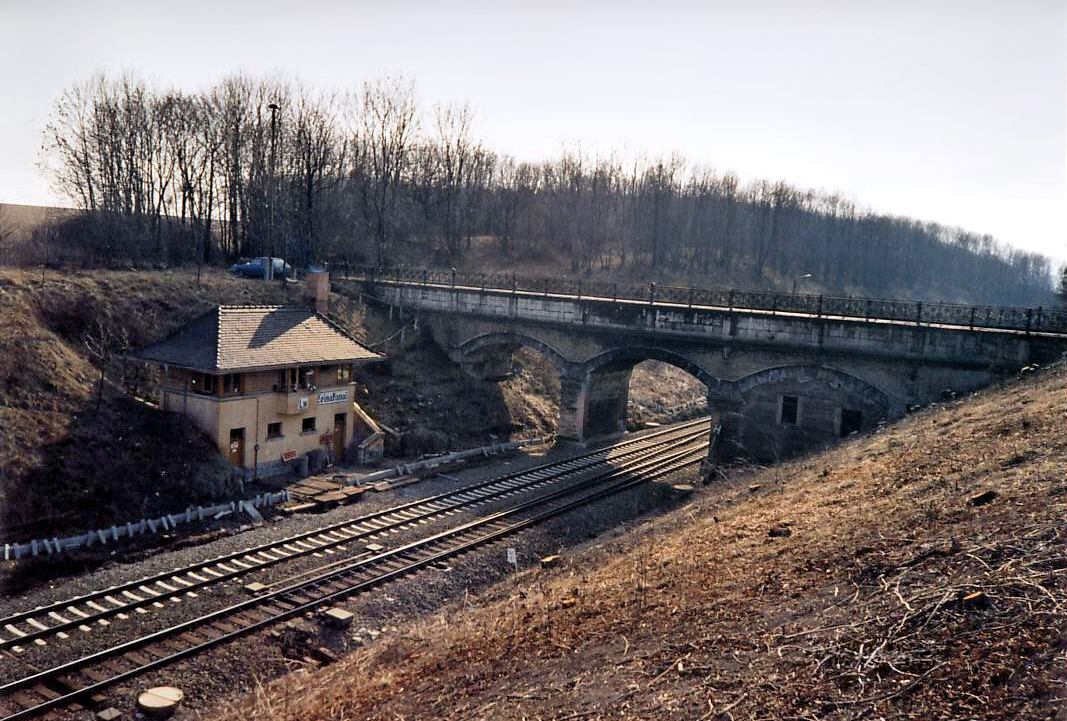
Das Aquädukt leitet den Leinakanal über die Bahnstrecke

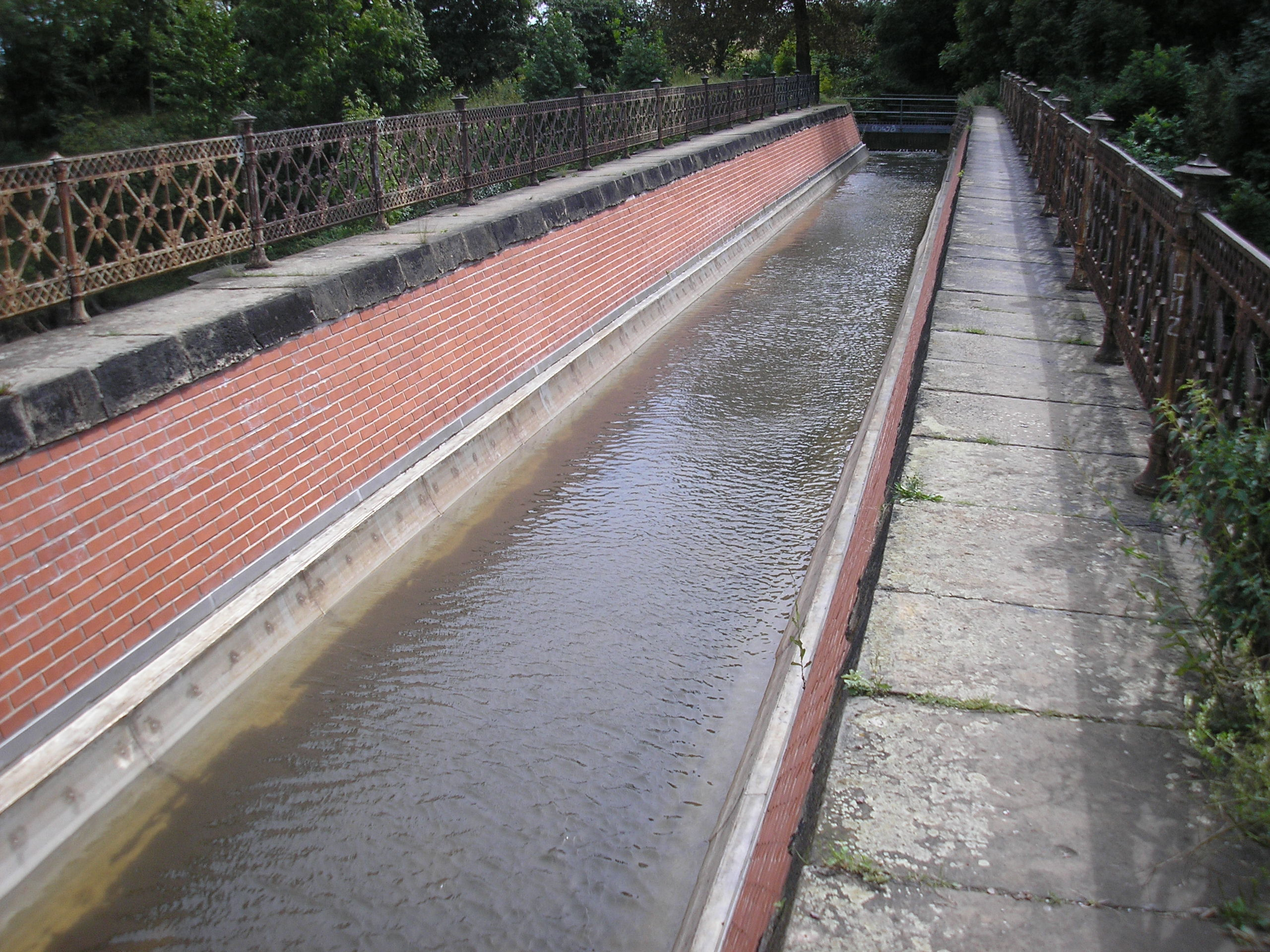
Blick von oben über das Aquädukt

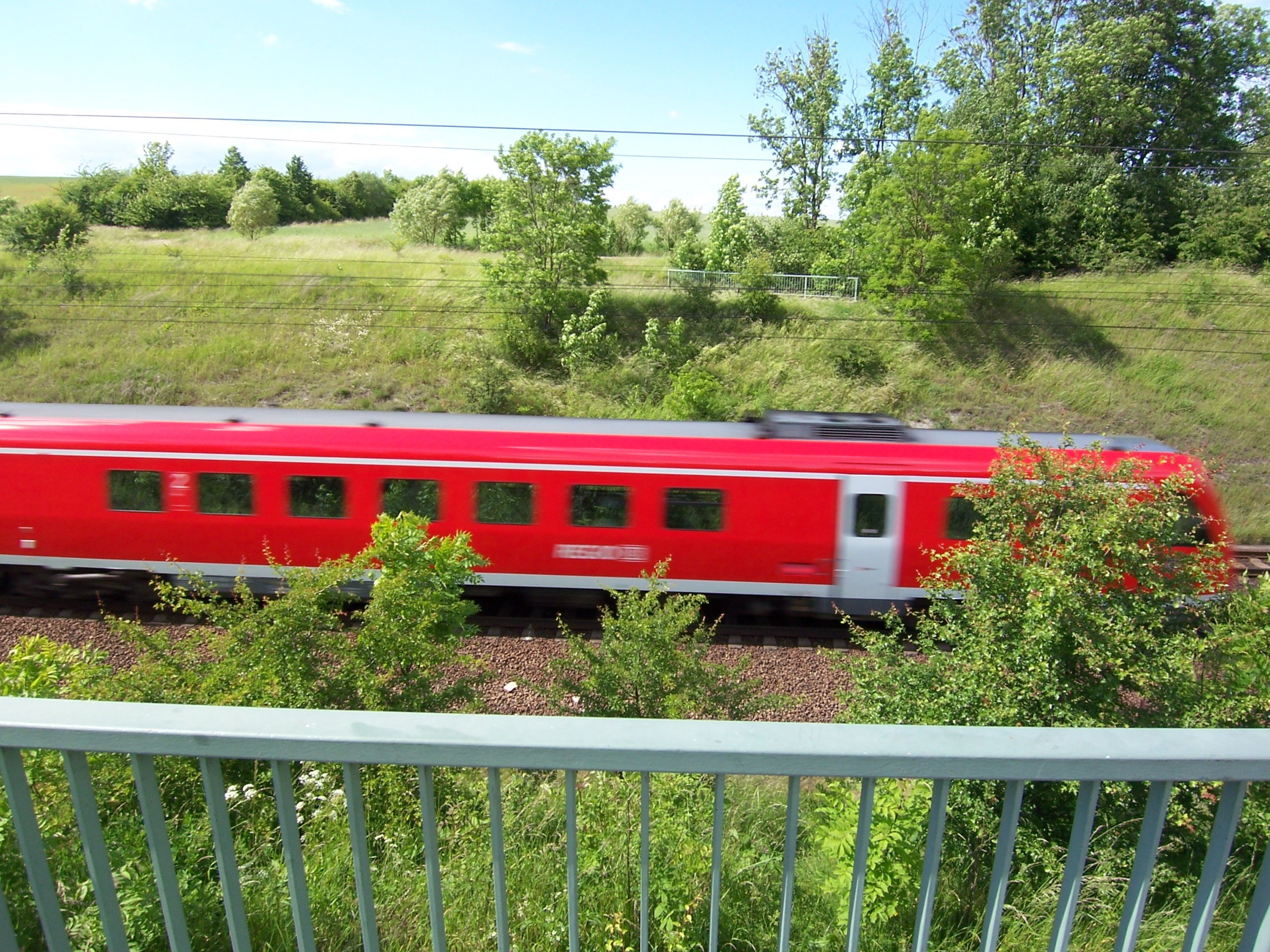
Der Leinakanal unterquert die Bahnstrecke als Düker

Nach Abschluss eines Staatsvertrages am 20. Dezember 1841 zwischen dem Königreich Preußen, dem Großherzogtum Sachsen-Weimar-Eisenach und dem Herzogtum Sachsen-Coburg und Gotha wurde mit dem Bau der Thüringer Bahn begonnen. Die geplante Trasse sollte auch den Leinakanal kreuzen. Um ihn nicht zu blockieren, was sein Ende bedeutet hätte, wurde nahe Sundhausen über die Bahnverbindung ein Aquädukt gebaut. Mit Genehmigung des Gesamtprojektes der Thüringer Bahn im Oktober 1844 war auch die Genehmigung für die Errichtung einer Kanalbrücke zur Überführung des Leinakanals am Kilometer 141,923 inbegriffen. Dies ist übrigens die höchste Stelle der Bahn auf dieser Strecke. Die Erdarbeiten begannen 1845. Unmittelbar nachdem der Einschnitt in den Memelberg aus Richtung Gotha hergestellt war, konnte im Frühjahr 1847 mit dem Bau der Kanalbrücke begonnen werden. Der vorherige Verlauf des Kanalbettes befand sich ursprünglich ca. 200 m spitzwinklig zur heutigen Querung in Richtung Fröttstädt. Diese Veränderung der Kanalführung stellt eine der wenigen Abweichungen vom Originalzustand dar.
Es entstand eine dreiteilige Gewölbebrücke, auf der eine Betonwanne für das Wasser des Kanals aufgebracht wurde. Als Baustoffe wurden in der Hauptsache Kalksteine aus einem Bruch bei Teutleben und für filigrane Bauteile Seebergsandstein verarbeitet. Ursprünglich war eine eingleisige Betriebsführung vorgesehen. Neben der Brücke entstand eine Blockstelle und 1910 der Bahnhof Leinacanal (so die damalige Schreibweise).
Mit Fertigstellung des Aquädukts 1845 wurde die Holzflößerei und damit die Holzversorgung Gothas auf dem Wasserweg eingestellt.
Weitere traditionelle Funktionen des Leinakanals verloren um die Jahrhundertwende schrittweise an Bedeutung. Der Fluss des Wassers konnte durch den Bau der Wasserbrücke erhalten werden, aber die Mühlen verloren an Bedeutung. Im Jahr 1895 wurde die Bergmühle in Gotha abgerissen und an gleicher Stelle Wasserspiele errichtet, die als Gothaer Wasserkunst bezeichnet werden. Diese Wasserspiele wurden lange Zeit durch eine Pumpe, die heute noch funktionstüchtig ist, angetrieben. Diese wurde vom Leinakanal selbst angetrieben und wird zu besonderen Festen auch heute noch aktiviert.
Schon zu Beginn des 20. Jahrhunderts war es unter dem Mittelbogen des Aquädukts, dessen lichte Breite 7,54 m betrug, zu eng. Mit dem Ausbau der Blockstelle zu einem Kreuzungs- und Überholungsbahnhof wurden im Jahre 1912 die mittleren Stützpfeiler etwas schmaler aufgemauert, um Platz für die zwei Gleise zu gewinnen.

## Gegenwart
Durch den Bau der Gothaer Talsperre (um 1900) bei Tambach-Dietharz, der Ohratalsperre bei Luisenthal (1967) und  der Schmalwassertalsperre bei Tambach-Dietharz (von 1988 bis 1993 erbaut) endete die Funktion des Leinakanals als Trinkwasserversorger der Stadt Gotha.
1978 wurde der Leinakanal als Technisches Denkmal in die Denkmalliste des Kreises Gotha aufgenommen. 1991 fand er Eingang in das Wappen des seit 1990 selbstverwalteten Landkreises Gotha.
Als im Jahr 1994 die Bahnstrecke Halle–Bebra im Zuge des Verkehrsprojekts Deutsche Einheit Nr. 7 elektrifiziert und ausgebaut wurde, konnte die alte Trassenführung unter dem Aquädukt nicht beibehalten werden. Vor allem musste der Kurvenradius zur Erhöhung der Höchstgeschwindigkeit vergrößert werden. Die Bahntrasse wurde darum unmittelbar nördlich des Aquädukts neu angelegt. Das Aquädukt blieb erhalten und an der Stelle der neuen Bahnquerung wurde der Kanal als Düker unter den Gleisen geführt.
Trotz einiger Sanierungs- und Instandsetzungsmaßnahmen der letzten Jahre ist der Bestand des Leinakanalsystems bedroht. Große Mängel sind besonders in einzelnen Bereichen des Kleinen Leinakanals und am Aquädukt zu verzeichnen.

### Auswahl wichtiger Erhaltungsmaßnahmen
Nach 1990 wurden am Leinakanalsystem wesentliche Erhaltungsmaßnahmen vorgenommen, so zum Beispiel in den Bereichen:
- 1992 – Abschlag bis Obermühle, Wilde Leina
- 1994 – Schönau – Gospiteroda
- 1994 – Leina – Sundhausen und Aquädukt
- 1995 – Wiederinbetriebnahme der rekonstruierten Wasserkunst zu deren 100. Jahrestag
- 1995/96 – Schönau v.d.W. – Leina
- 1996/99 – Emleben – Leina – Boxberg
- 1997 – Rekonstruktion der Furt durch den Flößgraben in Emleben
- 1998/99 – Emleben – Furt und Wehr
- 1998/99 – Sanierungsmaßnahmen am Leinakanal von Leina bis an das Aquädukt

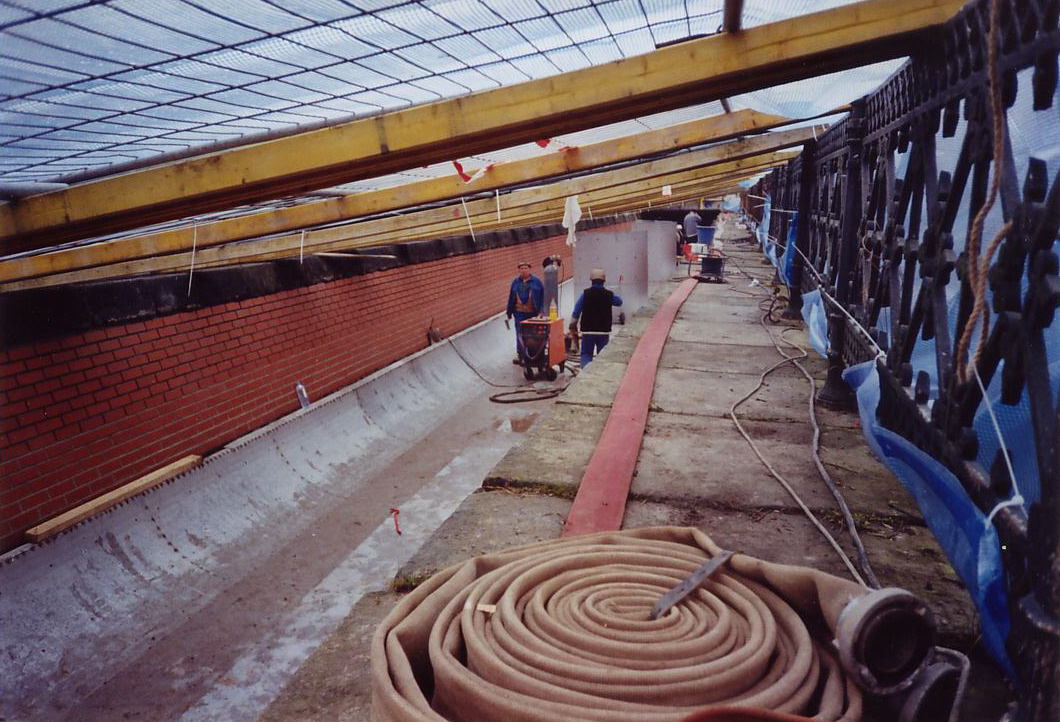
2002 – 1. Sanierungsphase am Aquädukt – Einbau Edelstahlwanne

- 1999 – Bereich Alte Münze, Lucas-Cranach-Straße (Erweiterung des Pumpspeichersystems für die Wasserkunst) und im Heutal/Breite Gasse
- 2000 – Hauptstraße Schönau mit dem verrohrten Kleinen Leinakanal
- 2000/02 – Alte Münze
- 2001 – Einlauf am Flutgraben
- 2001 – Georgenthal – Flößgraben
- 2002 – Aquädukt – 1. Sanierungsphase mit Einbau einer Edelstahlwanne
- 2006 – Gotha-Schlosspark (Sanierung von 50 m mit massiver Steinkonstruktion)
- 2013 – Schönau vor dem Walde; Abdichtung verkarsteter Abschnitte durch Einpressen von 16 Tonnen Ton in den unterirdischen Raum; Erneuerung des Wehrs und einer Strecke des Kanalprofils
- 2013 – Sanierung und vollständige Dammerneuerung eines Teilstücks zwischen Sundhausen und Aquädukt
- 2013 – Aquädukt Zufluss: Erneuerung des Absetzbeckens, der Bedienungsstege, der Schutzgitter sowie des Wasserbaupflasters im Ufer- und Sohlenbereich

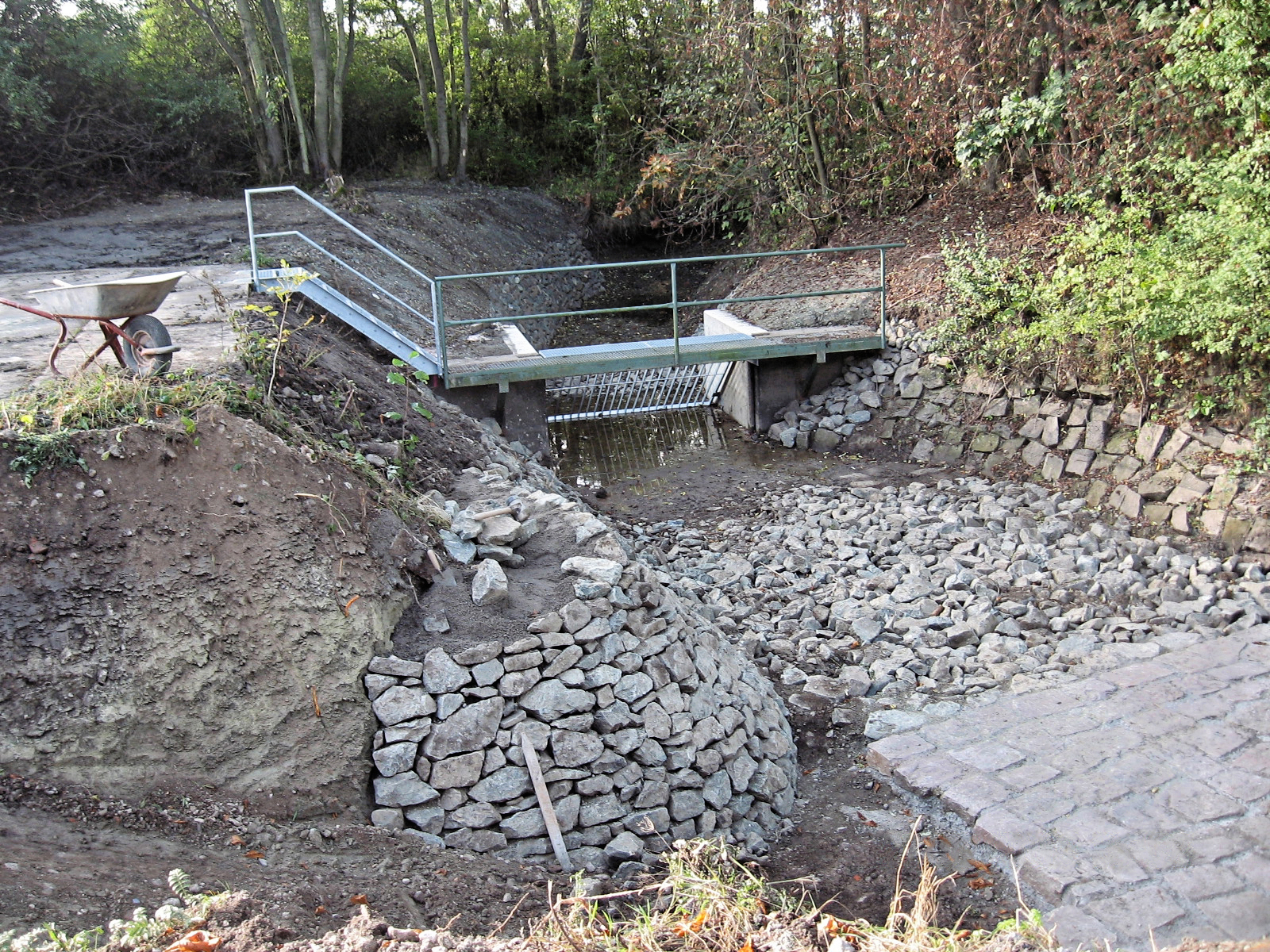
2013 – Zufluss des Aquädukts (Blick flussaufwärts), einschl. der Abdichtung der Edelstahlwanne

### Notwendige Maßnahmen
Zur Erhaltung des Leinakanalsystems sind noch weitere Maßnahmen notwendig, die vor allem vom Freundeskreis Leinakanal vorangetrieben werden:
- Wiederbelebung der durchgängigen Leinafege, die bis Mitte des 20. Jahrhunderts regelmäßig am Montag nach dem Johannistag (24. Juni) und vor der Heuernte durchgeführt wurde,
- Realisierung der nächsten Sanierungsphase am Aquädukt, bei der u. a. der zugemauerte Brückenbogen freigelegt, das schmiedeeiserne Geländer restauriert und Wildwuchs im Mauerwerk und am Fundament beseitigt werden soll.

Der Freundeskreis Leinakanal e. V. und viele Heimatfreunde regen an, solche Maßnahmen mit Hilfe freiwilliger Helfer zu realisieren, die dringend notwendig sind. Das betrifft u. a. die Beseitigung von Unrat, Treibgut und Wildwuchs sowie die Beseitigung des Schlicks/Schlamms, der sich in über 20 Jahren, in denen keine durchgängige Leinafege stattfand, abgelagert hat.

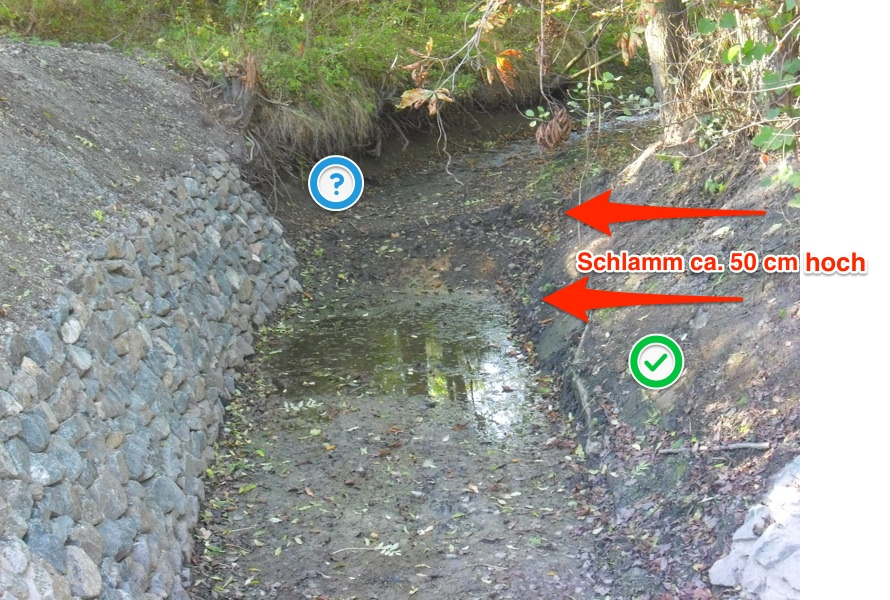
Nach den Sanierungsarbeiten im Oktober 2013 wird die große Schlammschicht sichtbar; Wenige Tage später hat sich der Schlamm wieder verteilt

Schlick und Schlamm gefährden den Fortbestand des denkmalgeschützten Kanal

Wie bei den Sanierungsarbeiten am Aquädukt (Oktober 2013) deutlich sichtbar wurde, hat sich inzwischen zirka ein halber Meter Schlick und Schlamm (wohl im gesamten Verlauf des Kanals) abgesetzt. Damit wird die Kanalsohle so weit angehoben, dass der Profilquerschnitt wesentlich verkleinert wird. Es besteht Überflutungsgefahr. Das Wasser spült zugleich den Bereich, in dem sich die Wurzeln der Bäume und Sträucher ausbreiten, aus. Verrottete Wurzeln hinterlassen undichte Stellen im Damm, und das Wasser kann auf breiter Front austreten. Das durchsickernde Wasser zerstört den Damm. Die Wühltätigkeit der Nager tut das Übrige.

## Ausstellung zum Leinakanal in Gotha
Im Gothaer Lucas-Cranach-Haus (Oberer Hauptmarkt, "Hauptmarkt 17") wurde eine Ausstellung zur Geschichte des Leinakanals eingerichtet. Im Keller des Gebäudes befindet sich die weitgehend originale und noch immer arbeitende Wasserkunst (Pumpanlage mit Turbinenantrieb und Generator aus dem Jahre 1895) zur Versorgung der Gothaer Wasserkünste (Springbrunnenanlagen und Wasserspiele) mit Wasser aus dem Leinakanal.